# Canalirogas fuscipalpis
Canalirogas fuscipalpis är en stekelart som beskrevs av Van Achterberg 1996. Canalirogas fuscipalpis ingår i släktet Canalirogas och familjen bracksteklar. Inga underarter finns listade.